# Gargela apicalis
Gargela apicalis är en fjärilsart som beskrevs av Arnold Pagenstecher 1900. Gargela apicalis ingår i släktet Gargela och familjen Crambidae. Inga underarter finns listade i Catalogue of Life.